# Schenkenberg
Schenkenberg es un municipio situado en el distrito de Uckermark, en el estado federado de Brandeburgo (Alemania), a una altura de 40 metros. Su población a finales de 2016 era de 600 habs. y su densidad poblacional, 20 hab/km².